# Herb gminy Gródek
Herb gminy Gródek – symbol gminy Gródek, ustanowiony w 1990.

## Wygląd i symbolika
Herb przedstawia na tarczy w polu czerwonym dzielonej w słup w polu lewym białego gryfa z mieczem w szponach, zwróconego w prawo, w polu prawym złotą rogacinę rozdartą i przekrzyżowaną, natomiast całość zwieńczona jest złotym hełmem, z którego wystaje gryf z mieczem. Jest to herb, którym posługiwał się Hieronim Chodkiewicz, związany z najważniejszym okresem w historii Gródka.